# Elpidio Valencia
Elpidio I. Valencia (2 september 1913 - 15 juni 2013) was Filipijns medicus en minister.

## Biografie
Elpidio Valencia werd geboren in 1913. Hij studeerde medicijnen aan de University of Santo Tomas (UST). Aansluitend studeerde hij met een Fullbrightbeurs in de Verenigde Staten en voltooide hij nog een master-opleiding bestuurskunde. Tijdens zijn studententijd in Manilla was hij president van de centrale studentenraad van UST. Na zijn afstuderen begon hij een eigen praktijk radiologie.
In juli 1958 werd Valencia benoemd tot minister van gezondheid in het kabinet van president Carlos Garcia. Tijdens zijn ministerschap, dat duurde tot december 1961, zette hij zich onder meer in voor etnische minderheidsgroeperingen in de Filipijnen. Hij zette een project op om dergelijke groepen, in afgelegen gebieden te voorzien van moderne medicijnen en andere eerste levensbehoeften. Daarnaast was hij directeur van het Manila Tumor Clinic. Tevens was hij voorzitter of president van diverse medische organisaties. Zo was hij Commissaris bij Social Security Services (SSS) en president van de Philippine Fulbright Scholars Alumni Association. Ook vertegenwoordigde hij de Filipijnen in diverse internationale en buitenlandse organisaties als het WHO, de NY Academy of Sciences, de US Public Health Service, de US Medical Corps en het jaarlijkse Congres van de Royal Society of Public Health in Engeland. Tevens was Garcia medeoprichter van maatschappelijke organisaties als het Sagip Kabataan Center voor straatkinderen en het St. Mary’s House of Abused Girls..
In 2005 publiceerde Valencia zijn autobiografie Echoes from Malolos: In Search of Meaning for Others. Hij overleed in 2013 op 99-jarige leeftijd. Hij was getrouwd met Rosie Osmeña, een dochter van voormalig Filipijns president Sergio Osmeña.